# RK Vojvodina
El RK Vojvodina es un club de balonmano serbio de la ciudad de Novi Sad, que juega en la Liga de Serbia de balonmano.

## Palmarés
- (11) Liga de Serbia de balonmano: 2013, 2014, 2015, 2016, 2017, 2018, 2019, 2021, 2022, 2023, 2024
- (6) Copa de Serbia de balonmano: 2011, 2015, 2019, 2020, 2021, 2023, 2024
- (7) Supercopa de Serbia: 2013, 2014, 2015, 2016, 2018, 2019, 2024
- (1) Liga de balonmano de Serbia y Montenegro: 2005
- (2) Copa de Serbia y Montenegro: 2005, 2006
- (1) Copa Europea de la EHF: 2023

## Plantilla 2024-25
|  | Porteros - 01 Fran Lućin - 12 Marko Draško - 16 Andrej Trnavac Extremos izquierdos - 24 Bojan Radjenović - 79 Ahmed Nafea Extremos derechos - 03 Vukašin Vorkapić - 07 Fran Mileta Pívots - 13 Andrija Stankov - 35 Branko Predović - 45 Miha Kavčič | Laterales izquierdos - 10 Miljan Vukovljak - 17 Đorđe Draško - 19 Miljan Pušica - 98 Milan Jovanović Centrales - 02 Simo Šijan - 14 João Pedro Silva - 34 Stefan Dodić - 87 Barys Pujouski Laterales derechos - 04 Aleksa Radenković - 06 Milan Milić - 33 Jovica Nikolić |